# كريستينا باول
كريستينا باول (بالروسية: Пауль, Кристина Иосифовна)‏ هي متزلجة روسية، ولدت في 22 فبراير 1998 في تاشتاغول في روسيا.

## وصلات خارجية
- كريستينا باول على موقع الاتحاد الدولي للتزلج (ركوب لوح الثلج) (الإنجليزية)
- كريستينا باول على موقع أوليمبيديا (الإنجليزية)